# بتروکا
بتروکا (به لاتین: Betroka) یک منطقهٔ مسکونی در ماداگاسکار است که در بتروکا واقع شده‌است. بتروکا ۱۷٬۳۲۷ نفر جمعیت دارد.